# 山本智子 (声楽家)
山本 智子（やまもと さとこ、1924年8月2日 - 2022年9月2日）は、日本の声楽家。

## 概要
大阪府出身、神戸女学院大学音楽部卒業。父は日本卓球協会名誉副会長で日本卓球界永年の功労者である山本弥一郎、夫は卓球の元日本チャンピオンの今孝。
関西二期会オペラ公演「泥棒とオールドミス」の主役でデビュー後、数多くのオペラに出演。NHKや民放にも数多く出演する。
卓球の元日本チャンピオン今孝と1945年に結婚し子供をもうけるが、1946年に夫と死別、2年後には長女を亡くす。
1996年から亡くなるまで「サルビア・ゾリステン」を主宰していた。
2022年7月21日に膝を骨折して入院、8月22日に退院したものの、一切食事をとらず、9月2日に老衰のため堺市の高齢者施設で死去した。